# Ködmön Kinga
Ködmön Kinga (Budapest, 1991. november 17. –) labdarúgó, középpályás. Jelenleg a Szepetnek SE labdarúgója. Anyai nagyapja Lantos Mihály az Aranycsapat balhátvédje. Az Aranycsapat-leszármazottak közül egyedüli magyar bajnok labdarúgó.

## Pályafutása

### Klubcsapatban
Az 1. FC Femina saját nevelésű játékosa, aki 2007-ben mutatkozott be az élvonalban. A 2007–08-as bajnokságban a bajnoki címet megnyerő csapatban öt alkalommal szerepelt.

## Sikerei, díjai
- Magyar bajnokság
  - bajnok: 2007–2008
  - U17-es bajnok: 2007–2008
- Zala megyei női bajnokság, bronzérmes: 2016–2017